# العالم الجديد (فلم 2005)
العالم الجديد  (بالإنجليزية: The New World) هو فيلم دراما تم إنتاجه في المملكة المتحدة والولايات المتحدة وصدر في سنة 2005. الفيلم من إخراج تيرينس ماليك من بطولة كولين فاريل وكريستوفر بلامر وكريستيان بيل.

## القصة
```
تدور الأحداث في القرن السابع عشر الميلادي، أثناء تكوين الولايات المتحدة للمهاجرين القادمين من أوروبا إلى أراضي العالم الجديد. يقوم المستكشف جون سميث بالتعاون مع الهنود الحمر السكان الأصليين للأرض، وأثناء قيامه بالعمل معهم يتقابل مع الأميرة بوكاهونتاس التي يقع في حبها من النظرة الأولى، يجد جون نفسه في حيرة شديدة بين حبه لبوكاهونتاس وبين ولائه للمستعمرين البريطانين حيث أنه قائد إحدى المدن الجديدة، مما يضعه في مواجهة عنيفة بين الطرفين، حيث عليه الاختيار في نهاية الأمر بين حبه وبين واجبه الوطني.
```

## الممثلون والشخصيات
- كولين فاريل
- كريستوفر بلامر
- كريستيان بيل

## الميزانية والإيرادات
بلغت تكلفة إنتاج الفيلم حوالي 30 مليون دولار بينما حقق أرباحا تقدر بـ 30,536,013 دولار.

## وصلات خارجية
- مقالات تستعمل روابط فنية بلا صلة مع ويكي بيانات